# ライアン・ガンダー
ライアン・ガンダー（Ryan Gander、1976年 - ）は、イギリスの現代美術家。
主に、コンセプチュアルアートの分野で活動している。彫刻、絵画、デザイン、インスタレーション、パフォーマンスアートなど、様々な形態の作品を発表している。また、ロイヤル・アカデミー・オブ・アーツのメンバーで、展覧会のキュレーターや大学の講師もしており、BBCの現代美術や文化に関するテレビ番組も制作している。

## 経歴
1976年、イングランド北西部の主要都市チェスターに生まれる。1996年にマンチェスター・メトロポリタン大学でインタラクティブ・アーツの学士号を取得し、1999年にファーストクラスの学位を取得して卒業した。
1999年から2000年にかけて、オランダのマーストリヒトにあるヤン・ファン・エイク・アカデミーのファインアート研究に参加。2001年、アムステルダムにある国立美術アカデミーの芸術課程を専攻し2002年に修了。2003年にローマ賞（彫刻部門）を受賞、2004年にはロンドンのバイアム・ショー美術学校のフェローに任命された。
2005年にアート・バーゼルで発表したビデオ作品「Is This Guilt in You Too (The Study of a Car in a Field)」で受賞を果たし、その賞金で本格的なアート活動をスタートさせた。
2012年にドイツのカッセルで開催された第13回ドクメンタを含む、国内外の展覧会に数多く出展している。
2017年、現代美術への貢献が認められ、大英帝国勲章を授与された。
骨形成不全症のため車椅子を使用しているが、「障害のあるアーティスト」というレッテルを貼られたくないと語っている。2011年のヴェネツィア・ビエンナーレでは、車椅子から転落した自身をかたどったアクションフィギュアの彫刻を展示している。
日本では、2017年に大阪の国立国際美術館、2022年に新宿の東京オペラシティアートギャラリーで個展、及びガンダーのキュレーションによる収蔵品展が同時開催された。